# Goshi Okubo
Goshi Okubo (大久保 剛志 Ōkubo Gōshi?, nacido el 14 de junio de 1986 en Iwanuma, Miyagi) es un futbolista japonés. que se desempeñaba como delantero

## Trayectoria

### Clubes
| Club              | País  | Año         |
| ----------------- | ----- | ----------- |
| Vegalta Sendai    | Japón | 2005 - 2011 |
| Sony Sendai       | Japón | 2008 - 2010 |
| Sony Sendai       | Japón | 2012 - 2013 |
| Montedio Yamagata | Japón | 2013        |
| Bangkok Glass FC  | Japón | 2014 - 2015 |
| PTT Rayong FC     | Japón | 2016 - 2018 |
| Kyoto Sanga FC    | Japón | 2018 -      |

## Estadística de carrera

### J. League
| Club              | Año   | J. League | J. League | Copa J. League | Copa J. League | Total | Total |
| Club              | Año   | Part.     | Goles     | Part.          | Goles          | Part. | Goles |
| ----------------- | ----- | --------- | --------- | -------------- | -------------- | ----- | ----- |
| Vegalta Sendai    | 2005  | 4         | 0         | -              | -              | 4     | 0     |
| Vegalta Sendai    | 2006  | 0         | 0         | -              | -              | 0     | 0     |
| Vegalta Sendai    | 2007  | 0         | 0         | -              | -              | 0     | 0     |
| Vegalta Sendai    | 2011  | 0         | 0         | 0              | 0              | 0     | 0     |
| Montedio Yamagata | 2013  | 7         | 2         | -              | -              | 7     | 2     |
| Kyoto Sanga FC    | 2018  |           |           |                |                |       |       |
| Total             | Total | 11        | 2         | 0              | 0              | 11    | 2     |